# پخش بار
در بررسی سیستم‌های قدرت، به مطالعه و تجزیه‌وتحلیل سیستم که با هدف تعیین پارامترهای مهم سیستم در شرایط نرمال یا اضطراری انجام می‌شود پخش بار می‌گویند. پارامترهای مورد مطالعهٔ پخش بار شامل مواردی مانند ولتاژها، جریان‌ها، توان‌های اکتیو و راکتیو، تلفات توان، تبادل توان بین سامانه‌های قدرت مختلف، موازنهٔ تولید و مصرف در سامانه، توان‌های انتقالی، محاسبهٔ توان‌های راکتیو مورد نیاز سیستم و دیگر مشخصه‌هایی که می‌توان با استفاده از محاسبهٔ جریان و ولتاژ در بخش‌های مختلف سامانه بررسی کرد می‌شود. در محاسبات پخش بار معمولاً از روش ولتاژ گره که در بسیاری از تجزیه و تحلیل‌های سیستم قدرت مناسب‌ترین روش است استفاده می‌شود؛ استفاده از این روش به مجموعه‌ای از معادلات جبری مختلط بر حسب جریان گره‌ها می‌انجامد که در صورت دانستن جریان‌ها می‌توان این معادلات را برای بدست‌آوردن ولتاژ گره‌ها حل کرد. با توجه به اینکه در سیستم قدرت ترجیحاً به جای جریان، توان‌ها معلوم فرض می‌شوند، به معادلات حاصل که بر حسب توان هستند، معادلات پخش توان می‌گویند. از آنجایی که این معادلات غیرخطی‌اند باید آن‌ها را با روش‌های عددی و مبتنی بر تکرار حل کرد. دو روش متداول برای حل این معادلات روش‌های گوس-سایدل و نیوتون-رافسون هستند.
مطالعات بخش بار استخوان‌بندی اصلی تجزیه و تحلیل و طراحی سیستم‌های قدرت هستند و انجام آن‌ها برای بهره‌برداری و برنامه‌ریزی زمان‌بندی اقتصادی بین شرکت‌های برق ضروری است. همچنین تجزیه و تحلیل پخش بار پیش‌زمینهٔ مطالعات پایداری گذرا و و احتمال وقوع حوادث در شبکه است.

## واژه‌نامه
1. ↑  power flow equations